# Michal Šmigeľ
Michal Šmigeľ es un historiador eslovaco. Investigador de la historia militar ucraniana durante la Segunda Guerra Mundial, en particular de la UPA, la 1.ª División Ucraniana del Ejército Nacional de Ucrania, la participación de los ucranianos en la insurrección nacional eslovaca de 1944. Se dedican trabajos separados al problema del genocidio de grupos étnicos y las actividades de las agencias especiales de inteligencia de los países de Europa del Este.

## Perfil científico
Shmigel es profesor asociado del Departamento de Historia de la Facultad de Humanidades de la Universidad Matej Bel en Banská Bystrica. Desde la década de 2000, ha estado estudiando profesionalmente la historia del Ejército Insurgente Ucraniano, en particular, el fenómeno de las incursiones de la UPA en el territorio de Eslovaquia en 1945-1947. Entre los logros científicos: una refutación documental de la versión sobre la participación de los departamentos de la UPA en el asesinato de 14 judíos en las aldeas eslovacas de Ulich y Kolbasov:

Solo en 2006 en la conferencia "UPA en la historia de la Eslovaquia de la posguerra". 1945-1947", el historiador eslovaco Michal Shmigel, basándose en documentos y recuerdos de testigos oculares, refutó estas acusaciones, demostrando que los asesinatos fueron obra de los aldeanos locales.

2007: su monografía "Banderovci en Eslovaquia, 1945-1947" (Banderovci na Slovensku 1945-1947) se publicó como un libro separado en Banska Bystrica. Descubrió hechos poco conocidos sobre la influencia de la UPA en el movimiento antiestalinista eslovaco y las operaciones de combate en el territorio de Eslovaquia contra las fuerzas punitivas checas, polacas y soviéticas (1947).
Shmigel es un participante activo en conferencias científicas dedicadas al estudio de las actividades terroristas de los servicios especiales soviéticos y su cooperación con las instituciones secretas de los países satélites de Europa del Este. También investiga el problema del reasentamiento del grupo Lemki de personas ucranianas desde el territorio de la Polonia de posguerra a Eslovaquia. Coopera con colegas polacos y ucranianos.

## Trabajos científicos
- Contexto de la opción y reasentamiento de los habitantes de Checoslovaquia a la Unión Soviética en 1947, 2002
- Reasentamiento de rutenos en Ucrania, 2003
- Sobre la cuestión de los llamados refugiados ucranianos en Eslovaquia en 1944, 2003
- Sobre la cuestión de la posición de los Lemkos en Polonia en la segunda mitad del siglo XX y su reasentamiento en la Unión Soviética. Acción "Vísula", 2004
- Los bandereros. Dos formas de nacionalismo ucraniano, 2004
- Emigración política rusa y ucraniana en Checoslovaquia (1918-1945) y métodos de su liquidación en los años de posguerra, 2004
- Estructura organizativa de la llegada y salida de refugiados ucranianos a Eslovaquia al final de la Segunda Guerra Mundial, 2004
- La reoptación de la población rutena de Ucrania a Eslovaquia en los años 1993-1998 y su integración en las estructuras socioeconómicas actuales de la República Eslovaca, 2004
- Tábor v Javožnom (Sobre el campo de concentración para ucranianos en Polonia), 2005
- Nacionalismo ucraniano entre el bolchevismo y el nazismo, 2006
- Acciones y propaganda de los departamentos de la UPA en tierras eslovacas antes de las elecciones de 1946 2006
- Legión ucraniana de Roman Sushka. Ataque de Eslovaquia a Polonia (1939). Movimiento de Liberación de Ucrania n.º 11. – Lviv: * Instituto de Estudios Ucranianos lleva el nombre I. Academia Nacional de Ciencias Krypyakevich de Ucrania - Centro de Investigación del Movimiento de Liberación, 2007. - S. 81-93.
- Luchando contra los Banders en Eslovaquia (1945 - 1947): actividades de las fuerzas de seguridad checoslovacas contra la UPA - cooperación con Polonia y la URSS, 2009.